# Крийм
„Крийм“ (на английски: Cream) е британска група, стилът на която включва елементи на блус, хардрок и психеделичен рок.
Тя е създадена през 1966 година от вече популярните по това време Ерик Клептън (китара, вокал), Джак Брус (бас китара, вокал) и Джинджър Бейкър (барабани). Въпреки че не съществува дълго (групата се разпада през 1969 година), „Крийм“ оказва значително влияние върху развитието на рок музиката през 70-те години.
Майсторските импровизации на триото и специфичното тежко рок-блус звучене скоро донасят на „Крийм“ международна известност, а на музикантите – статут на суперзвезди. От това време са албумите Disraeli Gears (1967), Wheels of Fire (1968) и Goodbye (1969). Виртуозното използване на блусовите форми и фразиране, бързите преходи и жалостивото вибрато превръщат Клептън в един от най-копираните за времето си китаристи, а невероятната енергия и емоционална наситеност на изпълненията му в такива песни, като Crossroads и White Room, се превръщат в стандарти в историята на рок и блус китарата.
Раздирана от личностни и професионални противоречия, „Крийм“ се разпада след два финални концерта в лондонската зала „Роял Албърт Хол“ през ноември 1968 година.

## Концерти от 2005 година
На 2, 3, 5 и 6 май 2005 г. групата в оригиналния си състав изнася четири концерта в „Роял Албърт Хол“. Всички билети са разпродадени предварително в рамките на час-два. Две предишни композиции са изпълнени на живо за първи път. Музиката от четирите вечери е записана и издадена на различни видове носители още същата година със заглавието Royal Albert Hall London May 2-3-5-6, 2005.
Няколко дни след пускането на записите в продажба, на 24, 25 и 26 октомври, „Крийм“ изнася още три концерта в „Медисън Скуеър Гардън“, Ню Йорк.

## Дискография
- 1966 Fresh Cream
- 1967 Disraeli Gears
- 1968 Wheels of Fire
- 1969 Goodbye